# Fan Čen
Fan Čen (čínsky pchin-jinem Fàn Zhěn, znaky 范縝, V. – VI. stol.) byl čínský filozof. Vystupoval proti mystice a idealismu a dokazoval, že neexistuje záhrobní svět a že duše člověka je jednou z forem existence těla a zároveň se smrtí člověka zaniká.